# Arnium caballinum
Arnium caballinum är en svampart som beskrevs av N. Lundq. 1972. Arnium caballinum ingår i släktet Arnium och familjen Lasiosphaeriaceae.  Arten är reproducerande i Sverige. Inga underarter finns listade i Catalogue of Life.